# Jushin Thunder Liger
Keiichi Yamada (山田恵一?, Yamada Keiichi; Hiroshima, 10 novembre 1964) è un ex wrestler giapponese meglio conosciuto con il ring name Jushin Thunder Liger.
Nel corso della sua ultra ventennale carriera ha combattuto nelle maggiori federazioni di wrestling sia statunitensi che giapponesi ed è universalmente riconosciuto come uno dei migliori high flyer di tutti i tempi.
Dopo essere stato scartato dal Dojo della New Japan Pro-Wrestling agli inizi degli anni '80 poiché al di sotto degli standard di altezza richiesti, Liger iniziò il suo allenamento in Messico (periodo nel quale, per sua stessa ammissione, era talmente povero da soffrire la fame) e, viaggiando per l'America, ebbe anche modo di allenarsi nel leggendario "Dungeon" della famiglia Hart in Canada.
Ritornato in Giappone divenne in breve uno dei beniamini del pubblico della NJPW, grazie al suo stile spettacolare (in particolare la sua finisher, la Shooting Star Press, concepita ispirandosi al manga Ken il guerriero) e al suo ring attire costituito da costumi e maschere basati sulla serie Jushin Liger di Gō Nagai.
A partire dagli anni novanta, Liger divenne molto conosciuto anche negli Stati Uniti, combattendo per federazioni come la World Championship Wrestling, la Ring of Honor, la Total Nonstop Action Wrestling e altre federazioni indipendenti. Nel 2015 ha inoltre combattuto un match per la WWE, durante l'evento NXT TakeOver: Brooklyn. In Messico ha lottato per la Consejo Mundial de Lucha Libre. Nel 2020, inoltre, venne inserito nella WWE Hall of Fame.
Nel 2002 ha anche combattuto in un match di arti marziali miste, venendo tuttavia sconfitto.

## Carriera
Nei primi anni '80, Yamada ha il sogno di diventare un wrestler professionista. Si rivolge all'accademia della New Japan Pro-Wrestling, che non lo vuole allenare dato che non rispetta i requisiti minimi di altezza imposti dalla federazione. Yamada non rinuncia al suo sogno, partendo alla volta del Messico. Quasi morendo di fame, funzionari della NJPW lo videro ed ebbero pietà chiedendogli di tornare in Giappone per cominciare gli allenamenti. Fa il suo debutto nel 1984, continuando ad imparare nuove mosse, cercando di imparare mosse di Mixed Artial Arts. Yamada viaggia alla volta del Canada, entrando nella Stampede Wrestling, storica federazione di proprietà di Stu Hart. Qui, Yamada apprende un altro stile di lotta, rimanendo qui fino al 1989, quando la NJPW lo chiama, dicendogli di avere per lui la gimmick di un supereroe mascherato chiamato Jushin Liger.
Liger debutta in NJPW il 24 aprile 1989, sconfiggendo Kuniaki Kobayashi. In poco tempo, Liger diventa una delle top star della federazione, conquistando per undici volte l'IWGP Junior Heavyweight Championship. Durante il 1991, Liger fa qualche comparsa anche in World Championship Wrestling, debuttando nel dicembre 1991, iniziando un feud con Brian Pillman. Il 25 dicembre conquista il WCW Light Heavyweight Championship sconfiggendo Pillman. Detiene il titolo per due mesi, prima di perderlo nel rematch a SuperBrawl II. Abbandona la WCW nel dicembre 1992 dopo Starrcade, ritornando in New Japan.
Il 16 luglio 2015 la WWE ha annunciato che Jushin Thunder Liger sarebbe apparso ad NXT TakeOver: Brooklyn per affrontare Tyler Breeze. In accordo con la NJPW, la WWE ha permesso a Liger di partecipare a tale evento come special guest. In tale evento Liger ha sconfitto Breeze.
Ha lottato in varie federazioni indipendenti e la NJPW, a volte commentando gli incontri. Nel 2020, ha partecipato a Wrestle Kingdom 14.
Il 5 gennaio 2020 Liger si è ritirato all'età di 56 anni.
Il 16 marzo 2020 è stato annunciato che Liger verrà introdotto nella WWE Hall of Fame, ma a causa della pandemia di COVID-19 la cerimonia si è tenuta nel marzo 2021, e Liger ha presenziato in video a distanza per accettare il premio.

## Personaggio

### Mosse finali

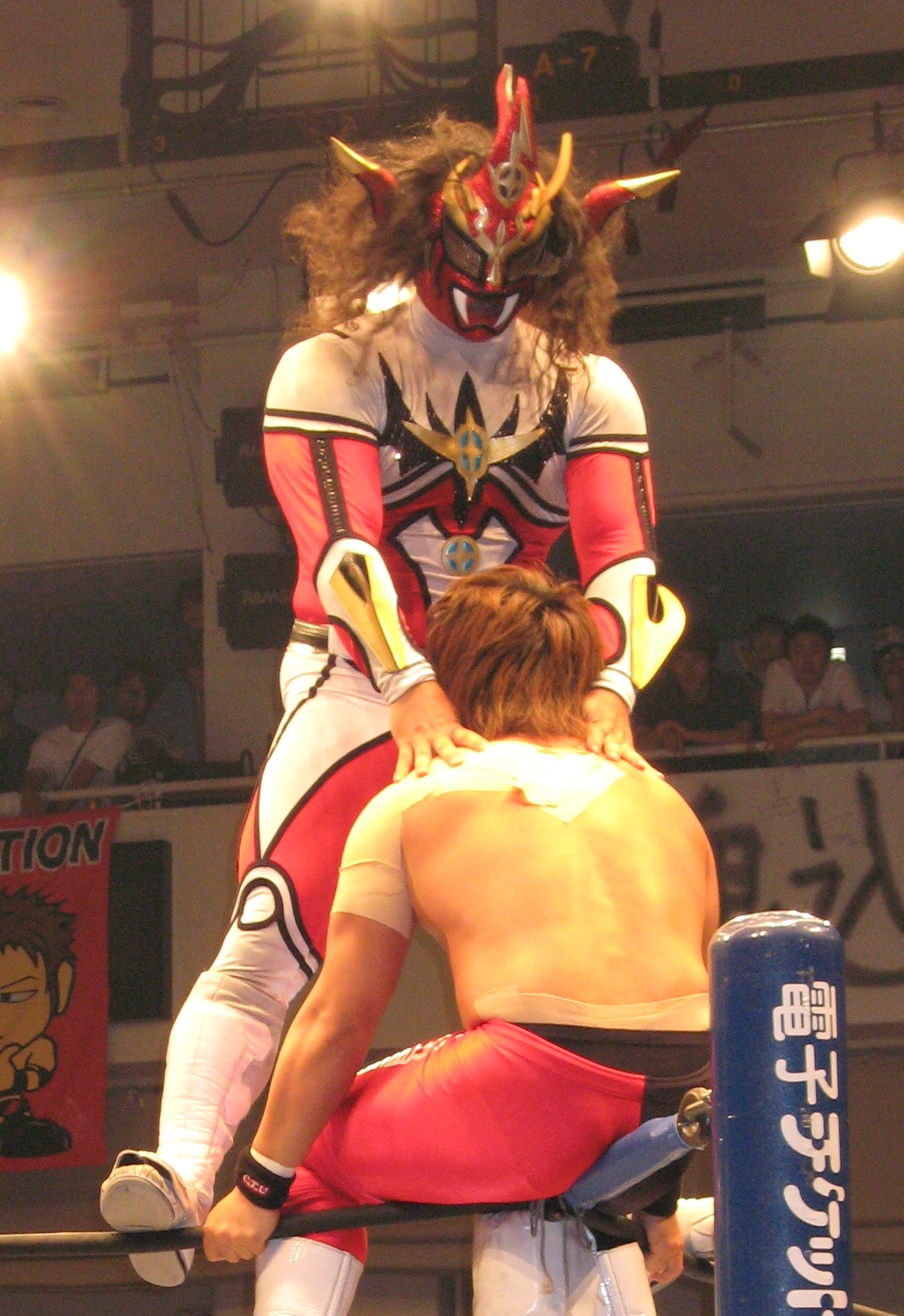
Liger in procinto di effettuare una Frankensteiner su Minoru Tanaka

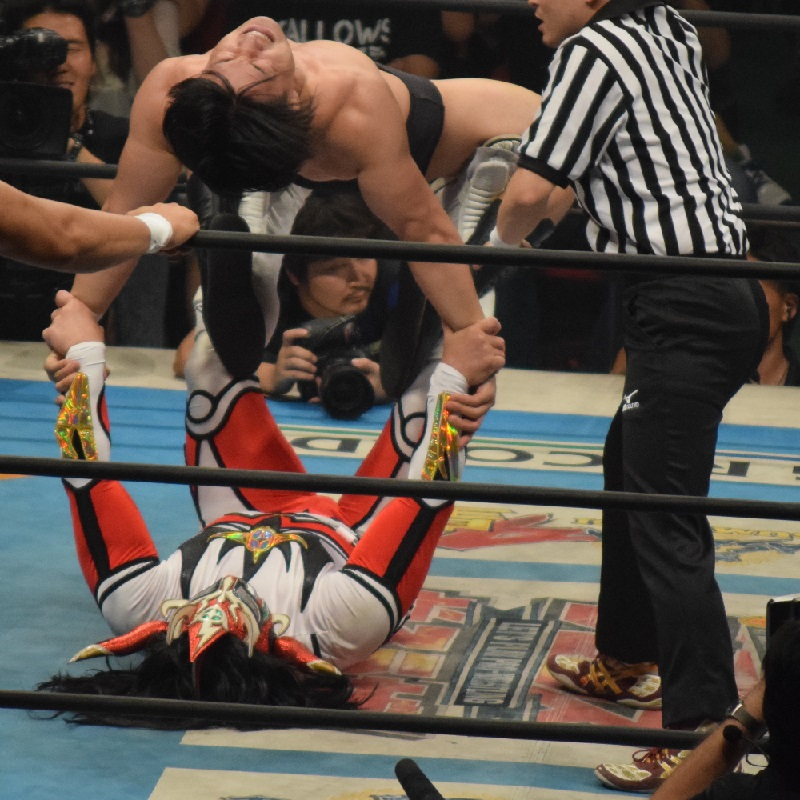
Liger esegue una surfboard su Sho Tanaka nel luglio 2015

- Brainbuster - a volte dalla corda più alta
- CTB – Crash Thunder Buster (Belly-to-back wheelbarrow facebuster)
- Elevated DDT
- Kuchu Dojime Otoshi (Lou Thesz press pin) – 2009–2020
- Liger Bomb (Standing o running high-angle sitout powerbomb)
- Liger Suplex (Bridging wrist-clutch leg hook belly-to-back suplex)
- Shooting star press – 1987–1997

### Soprannomi
- "Flying"
- "Shooting Star"
- "Sekai no Shishigami"
- "Symbol of Junior"

### Manager
- Sonny Onoo

## Titoli e riconoscimenti
- All-Star Promotions
  - World Heavy Middleweight Championship (2)
- Consejo Mundial de Lucha Libre
  - CMLL World Middleweight Championship (1)
  - CMLL World Tag Team Championship (1) – con Hiroshi Tanahashi
  - CMLL Universal Championship (2010)
- Dragon Gate
  - Open the Dream Gate Championship (1)
- Jersey All Pro Wrestling
  - JAPW Light Heavyweight Championship (1)
- Michinoku Pro Wrestling/North Eastern Wrestling
  - British Commonwealth Junior Heavyweight Championship (2)
  - Super J Cup (2000)
- New Japan Pro-Wrestling
  - IWGP Junior Heavyweight Championship (11)
  - IWGP Junior Heavyweight Tag Team Championship (6) – con Akira (1), El Samurai (1), The Great Sasuke (1), Koji Kanemoto (1), Minoru Tanaka (1) e Tiger Mask (1)
  - NWA World Junior Heavyweight Championship (2)
  - NWA World Welterweight Championship (1)
  - UWA World Junior Light Heavyweight Championship (1)
  - WAR International Junior Heavyweight Championship (1)
  - WWA World Junior Light Heavyweight Championship (1)
  - WWF Light Heavyweight Championship (1)[1]
  - J-Crown (1)
  - Top/Best of the Super Juniors (1992, 1994, 2001)
  - G1 Climax Junior Heavyweight Tag League (2001) – con El Samurai
  - Naeba Prince Hotel Cup Tag Tournament (2001) – con Yuji Nagata
  - Young Lion Cup (1986)
  - Outstanding Performance Award (2000)
  - Tag Team Best Bout (2003) con Koji Kanemoto vs. Kotaro Suzuki e Naomichi Marufuji il 10 giugno
- Osaka Pro Wrestling
  - Osaka Pro Wrestling Tag Team Championship (1) – con Takehiro Murahama
- Pro Wrestling Illustrated
  - 8º tra i 500 migliori wrestler singoli nella PWI 500 (2000)
  - 12º tra i 500 migliori wrestler di sempre nella "PWI Years" (2003)
- Pro Wrestling Noah
  - GHC Junior Heavyweight Championship (1)
  - GHC Junior Heavyweight Tag Team Championship (1) – con Tiger Mask
  - NTV G+ Cup Junior Heavyweight Tag League (2013) – con Tiger Mask
- Revolution Pro Wrestling
  - British J Cup (2017)
- Tokyo Sports
  - Best Newcomer Award (1985)
  - Outstanding Performance Award (1994)
- Vendetta Pro Wrestling
  - Vendetty Award: Special Guest Star of the Year (2015)
- World Championship Wrestling
  - WCW Light Heavyweight Championship (1)
- WWE
  - WWE Hall of Fame (classe del 2020)
- Wrestle Association R
  - WAR International Junior Heavyweight Tag Team Championship (1) – con El Samurai
  - Super J Cup (1995)
- Wrestling Observer Newsletter
  - 5 Star Match (1994) vs. The Great Sasuke l'8 luglio
  - Best Gimmick (1989)
  - Best Flying Wrestler (1989–1993)
  - Best Technical Wrestler (1989–1992)
  - Best Wrestling Maneuver (1987, 1988) – La Shooting Star Press
  - Match of the Year (1990) vs. Naoki Sano il 31 gennaio a Osaka, Giappone
  - Most Outstanding Wrestler (1990–1992)
  - Rookie of the Year (1984) - ex aequo con Tom Zenk
  - Wrestling Observer Newsletter Hall of Fame (Classe del 1999)